# Tiridate Ier de Parthie
Pour les articles homonymes, voir Tiridate Ier.
Tiridate Ier de Parthie est le frère d'Arsace Ier, le fondateur de la lignée des Arsacides, souverains de l'Empire parthe.
Il existe plusieurs versions de la succession d'Arsace Ier :
- son fils et successeur porte le même nom que lui : Arsace II Artaban[1] et lui aurait succédé en 211 av. J.-C. ;
- son frère Tiridate Ier (Arsace II) lui aurait succédé sur le trône de Parthie et aurait régné de 248 à 217 av. J.-C.

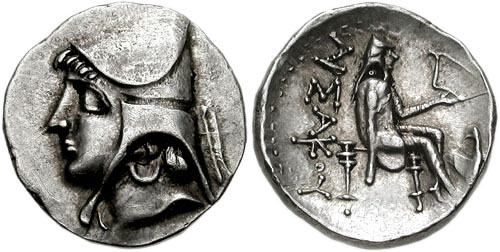
Monnaie au nom d'Arsace II.

Dans le second cas, Tiridate serait le véritable fondateur de l'Empire parthe. Il s'empare de l'Hyrcanie et de sa capitale Astérabad. Son alliance avec le roi gréco-bactrien Diodote II lui permet de vaincre l'armée séleucide et de se proclamer « grand roi ». Les deux frères se donnent comme père un certain « Phriapités fils d'Artaxerxés » qu'ils rattachent à la dynastie achéménide. C'est avec Tiridate que débute l'« ère des Parthes » le 14 avril 247 av. J.-C., selon les tablette babyloniennes. Son frère Arsace ou Arsakès est divinisé, son portrait sur le trône est repris sur les monnaies et son nom est attribué à tous ses successeurs.